# 嘉兴市省身学校
嘉兴市省身学校是一所在建的以陈省身命名的学校。学校位于浙江省嘉兴市南湖区解放街道长纤塘路71号，是一所九年一贯制学校，小学部在2022年9月开学。